# Canaveses
Canaveses é uma povoação portuguesa sede da Freguesia de

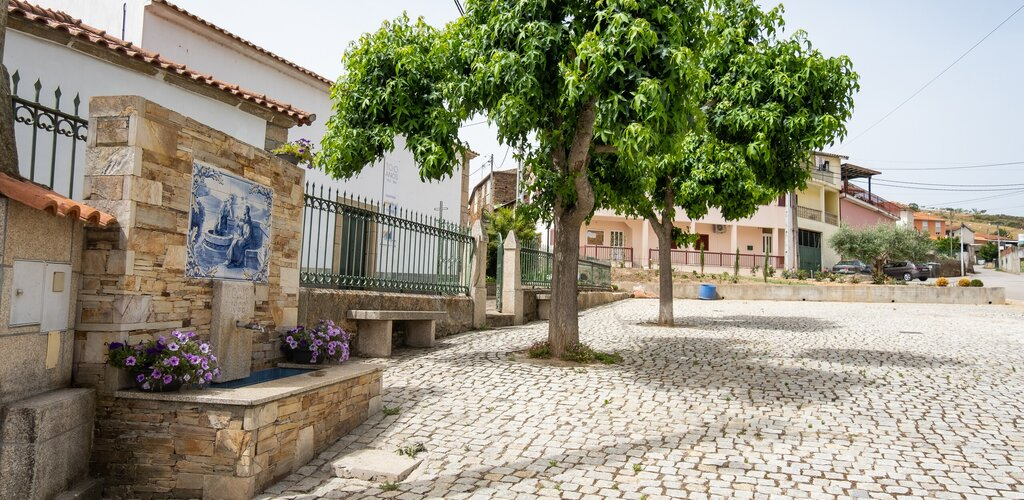
Atrio da Igreja Matriz

Canaveses do Município de Valpaços, freguesia com 12,66 km² de área e 170 habitantes (censo de 2021), tendo, por isso, uma densidade populacional de 13,4 hab./km².

## Geografia
É de crer que o povoamento desta freguesia seja muito recuado, na medida em que perto se encontram vestígios de uma fortificação que remete á idade dos metais, conhecida como a "cerca dos mouros de Canaveses", um local com excelentes condições naturais de defesa e onde têm sido recolhidos fragmentos de telha e moedas do tempo dos Romanos. 
Alguns documentos presentes na torre do tombo remontam a 1496, sec.XV, onde nos mesmos se identificam como "lugar de Canaveses" o que pode realmente indicar que nessa época Canaveses ainda não tinha o estatuto formal de freguesia ou aldeia. Os primeiros registos de casamentos e batismos, constam desde 1707. 

Nas décadas de 1950 e 1960 teve cerca de 600 habitantes, incluindo as aldeias anexas, Cadouço e Émeres. Tinha assim as "indústrias" artesanais necessárias ao trabalho agrícola e à vida quotidiana, sendo que, estavam em atividade ainda em meados e finais do século XX, com destaque para os teares, os lagares de vinho e de azeite, os fornos de cozer o pão, os alambiques, pombais, rancho folclórico, assim com um moinho de água ao longo do curso do rio, que nasce inclusive no seu território.

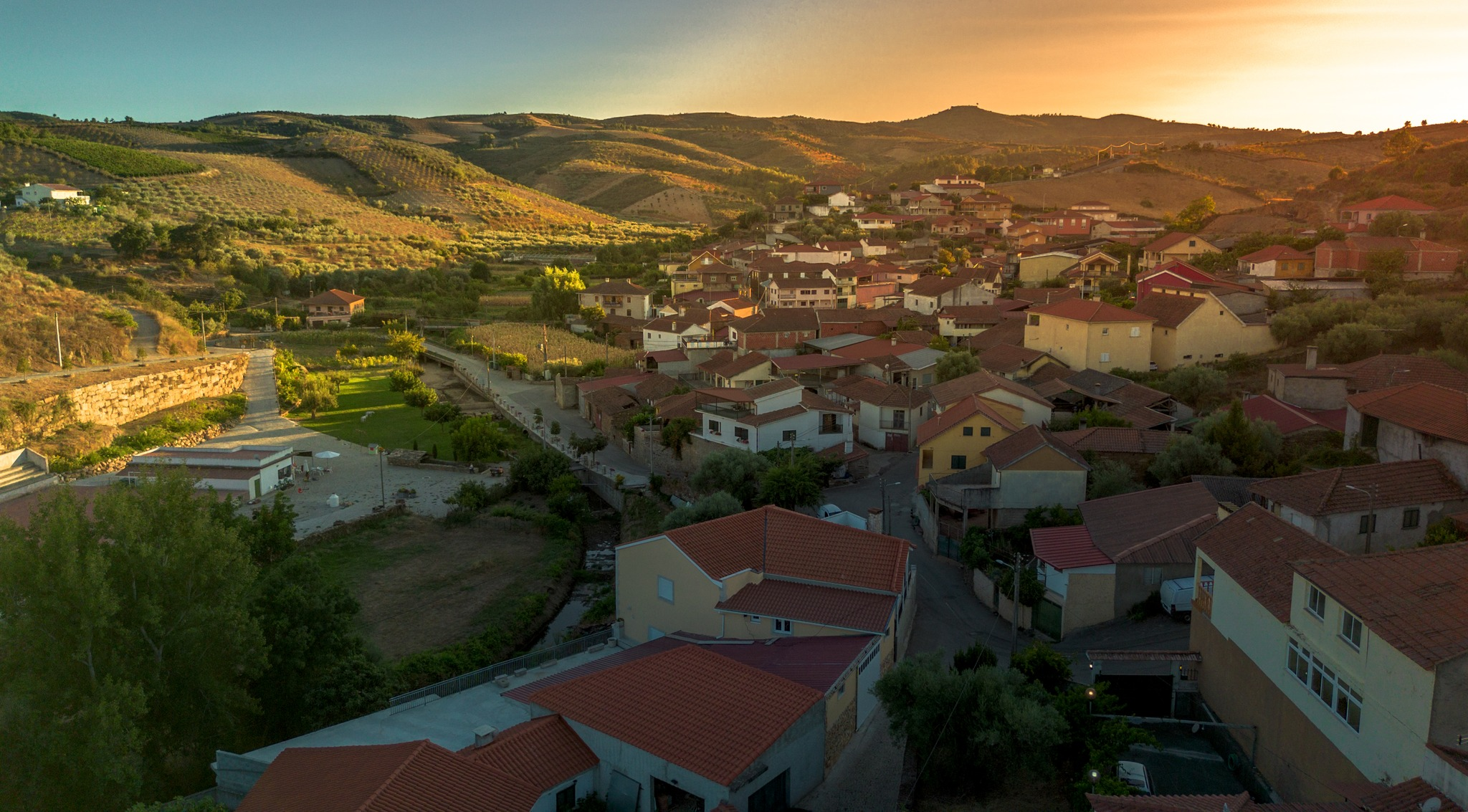

### Povoações
Além da sede, a freguesia engloba as povoações de Cadouço e Émeres.
Cadouço advém de possível referência a depressão ou cavidade no terreno, visto esta aldeia se situar num local pouco soalheiro, ainda assim é ainda uma aldeia próspera, na cultura da vinho e de azeite, como também, a variedade de frutas e legumes, dado o local estar inserido num microclima ideal para tudo que diz respeito à lavoura, ainda que na parte sul os terrenos sejam acidentados, onde predominou por muitos anos o pinheiro, até que um incêndio de 2012 varreu a floresta.        
Émeres, ou Emeres, é uma pequena aldeia localizada entre Cadouço e a Quinta da Ermeiro distando cerca de quatro quilómetros da sede da freguesia, Canaveses. É circundada por enormes terrenos de cultivo, num local soalheiro e calmo, onde passa um rio.       

## História
O povoado de Canavezes teria sido um povo algo pobre no séc. XVII e XVIII respetivamente, apenas abundante em azeite, trigo e linho; O inicio do povoado, teria-se iniciado, ao redor da atual igreja, até às imediações da atual escola agora desativada. Outrora nos final dos anos 90, uma derrocada perto da escola primária, deu conta de pequenas casas circulares cuja arquitetura parecia ser da idade do ferro, é incluso nessa zona, que se encontram oliveiras, com pelo menos mais de 500 anos. Com o crescimento populacional, houve necessidade de criar um novo cemitério, que outrora o antigo se situava na rua do atalho. 
O nome Canavezes, ou Canaveses, poderá advir a zonas com abundância de canas, que crescem naturalmente em terrenos húmidos, junto a ribeiras ou solos férteis.em terras férteis boas de regadio que se cultivava a maior parte, por outro lado ligação às canas (seja de milho ou para vassouras) ainda hoje cultivadas nos terrenos.

"Colhe esta freguesia, centeio, trigo, milho grande e miúdo, tudo muito pouco, mas produz azeite suficiente, para socorrer à sua necessidade pela muita pobreza que aqui há (...) pertencem a este povo e suas árvores como são choupos e com seus pomares de macieiras. Tem também figueiras que dão figos bons, mas poucos" ; "Tem esta igreja uma quinta chamada Ermeiro, debaixo e metida entre dois cabeços que não prestam para nada. Os frutos em maior abundância que aqui se colhem é centeio e linho galego"

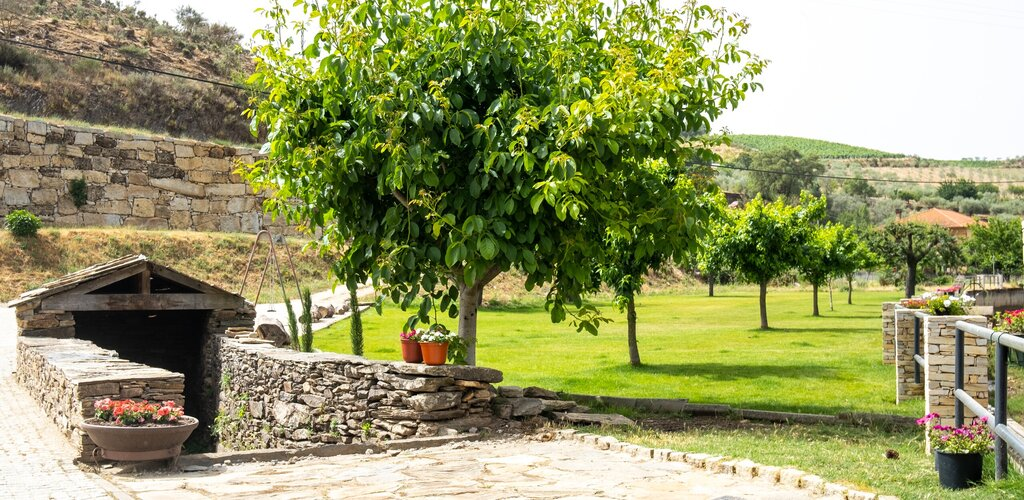
Fonte de mergulho de Canaveses, outrora usada para abastecimento público

O rio ou ribeira chamar-se-ia Mengracia, tendo uma corrente forte que causava danos no povoado "águas crescidas, em tempo de água, de neve ou nevões, faz muito mal às fazendas de Canaveses com sua soberba corrente, trazendo consigo lenhas e paus que tira e arranca de seus lugares. 
A serra constituída de sorgo, medronheiro, carrasco (...) "tem partes muito espessas que nela se criam lobos, raposas, porcos bravos".
A paróquia criada em Canavezes no século XVI foi uma filial da de S. Pedro dos Vales, sendo o vigário apresentado pelo Reitor desta; passando posteriormente a reitoria independente.
Administrativamente, no século XIII, Canavezes estava incluída na “terra” de Montenegro, hoje designada Carrazedo de Montenegro. Tendo passado, após a sua extinção (31 de Dezembro de 1853) para o concelho de Valpaços.
Fez parte da comarca de Bragança, sendo que em 1839 já aparece na comarca de Chaves.

## Economia
O trabalho agrícola, feito em base familiar e com recurso a animais de tração, sempre contou com a colaboração dos vizinhos num sistema de troca de trabalho ("torno a geeira"). O perfil rural da vida quotidiana está bem expresso no importante núcleo de casas rurais que ainda subsistem na parte antiga da aldeia, geralmente de dois pisos  e pequenas janelas, com a sua varanda frontal em madeira e escadas em pedra, ou então construídas em torno de um curral com divisões de habitação, incluindo palheiro para os animais. 
Devido às condições geomorfológicas é definitivamente uma ótima zona de caça, sendo também  uma terra muito produtiva, predominando a cultura de cereais, vinho e saborosas frutas, com destaque para os frutos secos, mais precisamente, amêndoa e noz.

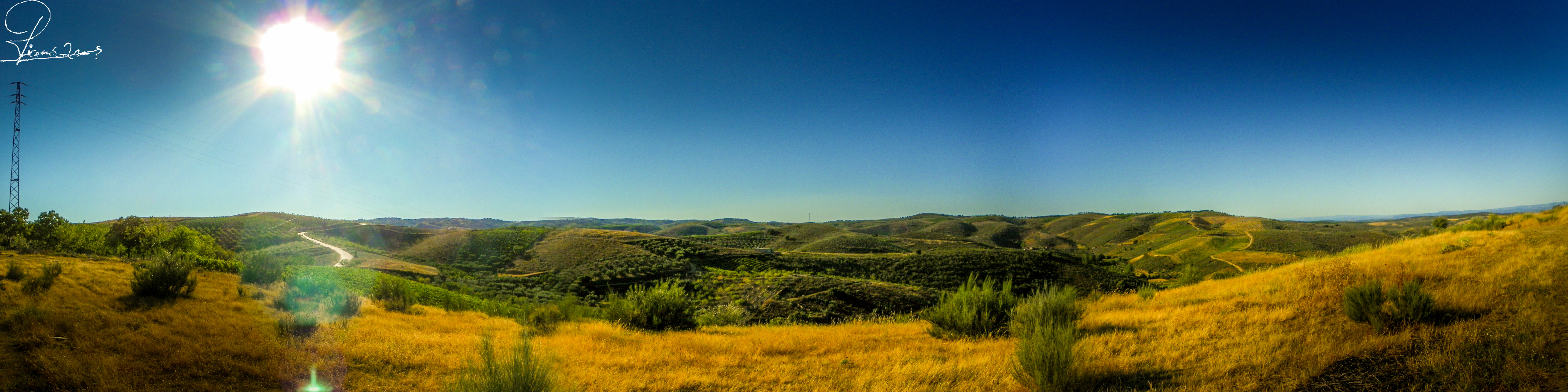
Vista panorâmica da estrada para aldeia do cadouço

## Demografia
A população registada nos censos foi:

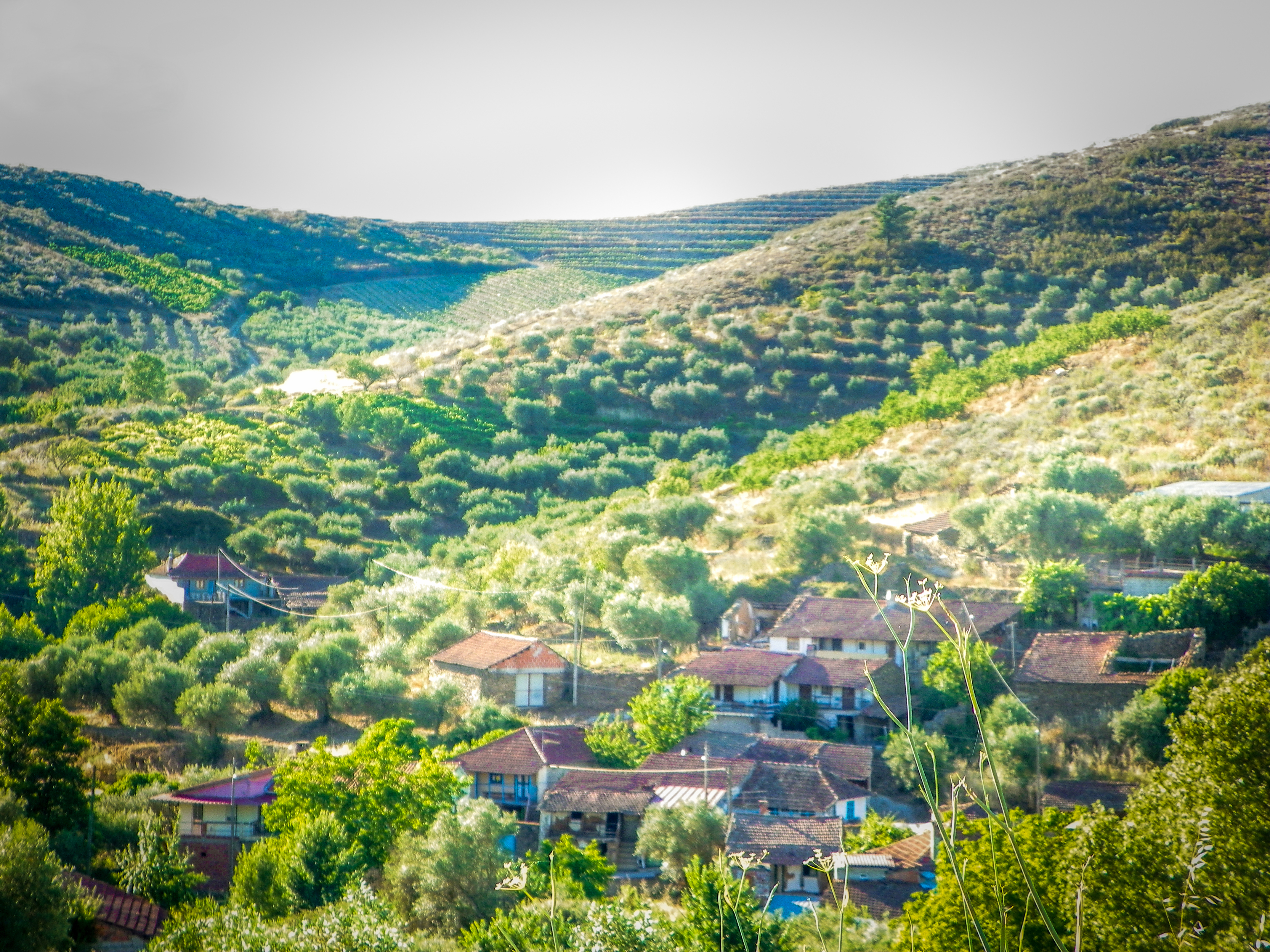
Aldeia de Émeres

| Distribuição da População por Grupos Etários | Distribuição da População por Grupos Etários | Distribuição da População por Grupos Etários | Distribuição da População por Grupos Etários | Distribuição da População por Grupos Etários |
| -------------------------------------------- | -------------------------------------------- | -------------------------------------------- | -------------------------------------------- | -------------------------------------------- |
| Ano                                          | 0-14 Anos                                    | 15-24 Anos                                   | 25-64 Anos                                   | > 65 Anos                                    |
| 2001                                         | 44                                           | 32                                           | 139                                          | 88                                           |
| 2011                                         | 15                                           | 20                                           | 107                                          | 95                                           |
| 2021                                         | 4                                            | 11                                           | 65                                           | 90                                           |

## Dados gerais
- Área da freguesia – 12,66 Km2
- Número de habitantes– 303 (2001)
- Aldeias anexas: Cadouço e Émeres
- Distância a Valpaços – 19 Km

## Património
A Igreja Paroquial de Santa Bárbara situa-se no interior da povoação. O atual edifício terá sido construído em finais do século XVII. É um templo maneirista e barroco, de planta longitudinal, composto por nave única e capela-mor. A fachada principal termina em empena, truncada por uma dupla sineira. 
- Igreja Matriz
- Capela do Menino Jesus
- Capela de N.ª Senhora de Fátima
- Fonte de Mergulho (Lugar ao Ribeiro)
- Espaço de lazer no Lugar do Ribeiro
- Lugar do Cerco
- Moinho (Lugar do Moinho)
- Azenha de azeite e destilador de vinho na Rua Direita

Outros locais de interesse turístico:
- Paisagem natural (Serra de Santa Comba)

## Coletividades
- Grupo Cultural de Canavezes

## Festas e Romarias
- Santa Bárbara (móvel)

## Política
Constituição e dados da Junta de Freguesia:
- Partido – PPD / PSD
- Presidente – Miguel Valpaços
- Secretário – Tatiana Mendonça
- Tesoureiro – Paulo Jorge Cordeiro
- Morada – Largo Principal, 5430-052 Canaveses